# Kungsholms
Fort Kungsholms (szw. Kungsholms fort) – baza szwedzkiej floty wojennej i fort zbudowany na zachodniej stronie wyspy Tjurkö, położony 5 km na wschód od Karlskrony. Razem z położonym po drugiej stronie przesmyku pomiędzy wyspami Tjurkö i Aspö zamkiem Drottningskär zabezpiecza szeroki na 1 200 metrów morski szlak komunikacyjny. 
Cechą charakterystyczna konstrukcji fortu jest okrężny port z wąskim wyjściem na morze.

## Historia
Zbudowany w 1680 roku w celu obrony dostępu do królewskiego miasta Karlskrona od strony południowej.